# San Justo, Zamora
San Justo là một đô thị trong tỉnh Zamora, Castile và León, Tây Ban Nha. Dân số xấp xỉ 350 người.

## Dân số
| 1991 | 1996 | 2001 | 2004 |
| ---- | ---- | ---- | ---- |
| 366  | 396  | 341  | 337  |